# Dálnice D3 (Slovensko)
Dálnice D3 (slovensky Diaľnica D3) je částečně zprovozněná dálnice v severozápadní části Slovenska. Po dokončení by měla mít 60,8 kilometru a spojovala by Žilinu s hraničním přechodem Skalité do Polska. Dálnice bude součástí evropské silnice E75.
Dálnice je ve výstavbě od 24. dubna 1996. V současnosti je v provozu 35 km dálnice. Národná diaľničná spoločnosť v roce 2010 odhadovala dokončení dálnice v roce 2018, v roce 2016 bylo plánované dokončení posunuto na rok 2023, v roce 2020 byl nejbližším reálným termínem rok 2027 (poloviční profil) a v celé šíři pak rok 2040.

## Úseky dálnice

### Hričovské Podhradie – Žilina, Strážov
Trasa úseku Hričovské Podhradie – Žilina, Strážov  začíná v místě budoucí dálniční křižovatky Hričovské Podhradie, kde se dálnice D3 bude napojovat na dálnici D1. Dálnice odtud vede severovýchodním směrem a na 2. kilometru se nachází výjezd na žilinské letiště. Cesta dále vede okolo obce Dolný Hričov a estakádou okolo Horného Hričova se dostává do bezprostřední blízkosti řeky Váh a silnice I/18. Po 7,53 km úsek končí napojením na silnici I/18 západně od centra Žiliny.

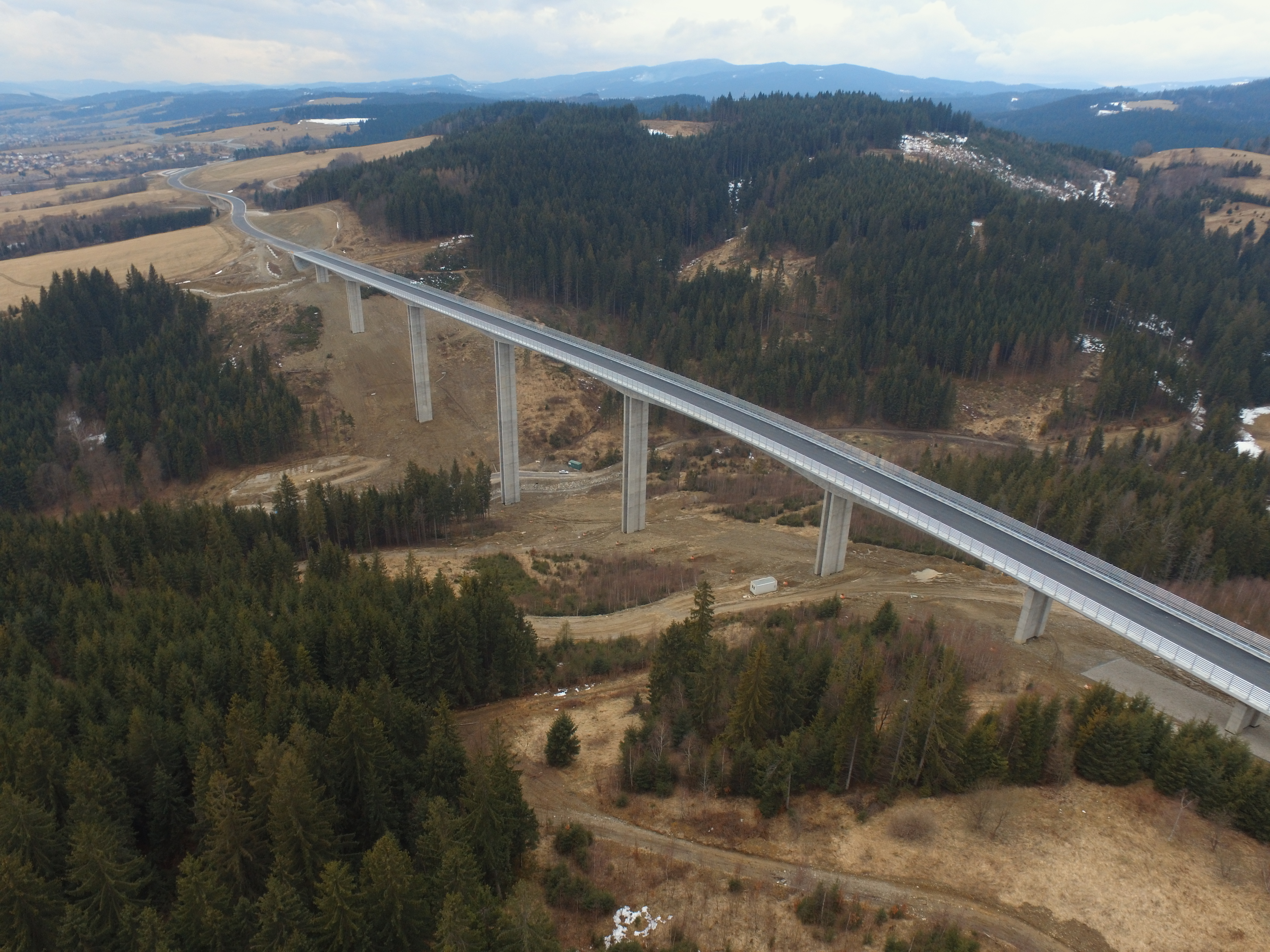
Most Valy 03-2017

Úsek Hričovské Podhradie – Žilina, Strážov byl ve výstavbě od 7. října 2005. Jeho kategorizace je podle STN 736101 D26,5/100, tedy šířka cesty je 26,5 metru a návrhová rychlost 100 km za hodinu. Výjimku tvoří 200 metrů dlouhý úsek na km 6,650 až 6,850, kde je těleso dálnice užší o dva metry (kategorie D24,5/100). Součástí stavby je 21 mostních objektů o celkové délce 4786,8 metrů, z toho 9 leží přímo na dálnici a dosahují délky 2601 metrů.
Úsek byl zařazen částečně do provozu v polovičním profilu v délce 4 km 12. ledna 2007. Zbytek cesty, stejně jako druhý profil dříve vybudované části byl otevřen 6. června 2008. Stavební náklady na výstavbu se vyšplhaly na hodnotu 6 miliard slovenských korun.

## Křižovatky dálnice D3 s jinými dálnicemi a rychlostními silnicemi
| Dálniční křižovatky na dálnici D3 | Dálniční křižovatky na dálnici D3 | Dálniční křižovatky na dálnici D3 | Dálniční křižovatky na dálnici D3 | Dálniční křižovatky na dálnici D3      |
| --------------------------------- | --------------------------------- | --------------------------------- | --------------------------------- | -------------------------------------- |
|                                   |                                   | 0                                 | Hričovské Podhradie               | V provozu                              |
|                                   |                                   | 45                                | Svrčinovec                        | Částečně v provozu, plánovaná dostavba |

## Bývalé dálniční přivaděče
Součástí jedné dálniční mimoúrovňové křižovatky je také úsek silnice, který byl v minulosti formálně samostatným dálničním přivaděčem. Jedná se o bývalý dálniční přivaděč PD 11 v okrese Žilina mezi silnicí III/018262 a dálnicí D3 u obce Dolný Hričov s délkou 0,675 km.
Druhý bývalý dálniční přivaděč PD 12 s délkou 0,099 km v okrese Čadca spojoval hraniční přechod do Polska a zatím nedostavěný úsek dálnice D3 u obce Skalité.